# Campeonato Mundial de Balonmano Masculino de 1970
El VII Campeonato Mundial de Balonmano Masculino se celebró en Francia entre el 26 de febrero y el 8 de marzo de 1970 bajo la organización de la Federación Internacional de Balonmano (IHF) y la Federación Francesa de Balonmano.
Las rondas preliminares se celebraron en las siguientes sedes:
- partidos del grupo A: Quimper, Saint-Nazaire, Rennes y Nantes;
- partidos del grupo B: Bayonne, Angoulème, Agen y Toulouse;
- partidos del grupo C: Rouen, París, Évreux, Amiens y Caen;
- partidos del grupo D: Mulhouse, Longwy, Strasbourg, Hagondange y Metz.

y los partidos de clasificación:
- cuartos de final: París, Orléans, Grenoble y Besançon;
- semifinales: Lyon y Bordeaux;
- finales: París.

## Primera fase

### Grupo A
| Equipo  | J | G | E | P | G+ | G- | DG | PTS |
| ------- | - | - | - | - | -- | -- | -- | --- |
| Suecia  | 3 | 2 | 0 | 1 | 30 | 27 | +3 | 4   |
| RDA     | 3 | 2 | 0 | 1 | 32 | 30 | +2 | 4   |
| URSS    | 3 | 2 | 0 | 1 | 33 | 33 | 0  | 4   |
| Noruega | 3 | 0 | 0 | 3 | 23 | 28 | -5 | 0   |

- Resultados

| Fecha | Partido | Partido | Partido | Resultado |
| ----- | ------- | ------- | ------- | --------- |
| 26.02 | RDA     | -       | URSS    | 13-11     |
| 26.02 | Suecia  | -       | Noruega | 8-6       |
| 28.02 | URSS    | -       | Noruega | 10-9      |
| 28.02 | Suecia  | -       | RDA     | 11-9      |
| 01.03 | RDA     | -       | Noruega | 10-8      |
| 01.03 | URSS    | -       | Suecia  | 12-11     |

### Grupo B
| Equipo         | J | G | E | P | G+ | G- | DG  | PTS |
| -------------- | - | - | - | - | -- | -- | --- | --- |
| Checoslovaquia | 3 | 3 | 0 | 0 | 58 | 33 | +25 | 6   |
| Yugoslavia     | 3 | 1 | 1 | 1 | 66 | 41 | +25 | 3   |
| Japón          | 3 | 1 | 1 | 1 | 47 | 51 | -4  | 3   |
| Estados Unidos | 3 | 0 | 0 | 3 | 32 | 78 | -46 | 0   |

- Resultados

| Fecha | Partido        | Partido | Partido        | Resultado |
| ----- | -------------- | ------- | -------------- | --------- |
| 26.02 | Checoslovaquia | -       | Japón          | 19-9      |
| 26.02 | Yugoslavia     | -       | Estados Unidos | 34-8      |
| 28.02 | Checoslovaquia | -       | Estados Unidos | 23-9      |
| 28.02 | Yugoslavia     | -       | Japón          | 17-17     |
| 01.03 | Japón          | -       | Estados Unidos | 21-15     |
| 01.03 | Checoslovaquia | -       | Yugoslavia     | 16-15     |

### Grupo C
| Equipo  | J | G | E | P | G+ | G- | DG  | PTS |
| ------- | - | - | - | - | -- | -- | --- | --- |
| RFA     | 3 | 3 | 0 | 0 | 41 | 36 | +5  | 6   |
| Rumania | 3 | 2 | 0 | 1 | 48 | 31 | +17 | 4   |
| Francia | 3 | 1 | 0 | 2 | 36 | 39 | -3  | 2   |
| Suiza   | 3 | 0 | 0 | 3 | 29 | 48 | -19 | 0   |

- Resultados

| Fecha | Partido | Partido | Partido | Resultado |
| ----- | ------- | ------- | ------- | --------- |
| 26.02 | Rumania | -       | Francia | 12-9      |
| 26.02 | RFA     | -       | Suiza   | 11-10     |
| 28.02 | Rumania | -       | Suiza   | 22-7      |
| 28.02 | RFA     | -       | Francia | 15-12     |
| 01.03 | Francia | -       | Suiza   | 15-12     |
| 01.03 | RFA     | -       | Rumania | 15-14     |

### Grupo D
| Equipo    | J | G | E | P | G+ | G- | DG  | PTS |
| --------- | - | - | - | - | -- | -- | --- | --- |
| Hungría   | 3 | 3 | 0 | 0 | 58 | 37 | +21 | 6   |
| Dinamarca | 3 | 2 | 0 | 1 | 61 | 53 | +8  | 4   |
| Islandia  | 3 | 1 | 0 | 2 | 43 | 56 | -13 | 2   |
| Polonia   | 3 | 0 | 0 | 3 | 43 | 59 | -16 | 0   |

- Resultados

| Fecha | Partido   | Partido | Partido   | Resultado |
| ----- | --------- | ------- | --------- | --------- |
| 26.02 | Dinamarca | -       | Polonia   | 23-16     |
| 26.02 | Hungría   | -       | Islandia  | 19-9      |
| 28.02 | Dinamarca | -       | Islandia  | 19-13     |
| 28.02 | Hungría   | -       | Polonia   | 15-9      |
| 01.03 | Islandia  | -       | Polonia   | 21-18     |
| 01.03 | Hungría   | -       | Dinamarca | 24-19     |

## Fase final

### Cuartos de final
| Fecha | Partido    | Partido | Partido        | Resultado |
| ----- | ---------- | ------- | -------------- | --------- |
| 03.03 | Rumania    | -       | Suecia         | 15-13     |
| 03.03 | Dinamarca  | -       | Checoslovaquia | 18-16     |
| 03.03 | RDA        | -       | RFA            | 18-17     |
| 03.03 | Yugoslavia | -       | Hungría        | 11-10     |

### Partidos de clasificación
5.º a 8.º lugar
| Fecha | Partido | Partido | Partido        | Resultado |
| ----- | ------- | ------- | -------------- | --------- |
| 05.03 | Suecia  | -       | Checoslovaquia | 12-11     |
| 05.03 | RFA     | -       | Hungría        | 15-13     |

Séptimo lugar
| Fecha | Partido¹       | Partido¹ | Partido¹ | Resultado |
| ----- | -------------- | -------- | -------- | --------- |
| 08.03 | Checoslovaquia | -        | Hungría  | 21-14     |

- (¹) – En París.

Quinto lugar
| Fecha | Partido¹ | Partido¹ | Partido¹ | Resultado |
| ----- | -------- | -------- | -------- | --------- |
| 07.03 | Suecia   | -        | RFA      | 15-14     |

- (¹) – En París.

### Semifinales
| Fecha | Partido¹ | Partido¹ | Partido¹   | Resultado |
| ----- | -------- | -------- | ---------- | --------- |
| 05.03 | Rumania  | -        | Dinamarca  | 18-12     |
| 05.03 | RDA      | -        | Yugoslavia | 17-13     |

- (¹) – El primero en Lyon y el segundo en Burdeos.

### Tercer lugar
| Fecha | Partido¹   | Partido¹ | Partido¹  | Resultado |
| ----- | ---------- | -------- | --------- | --------- |
| 07.03 | Yugoslavia | -        | Dinamarca | 29-12     |

- (¹) – En París.

### Final
| Fecha | Partido¹ | Partido¹ | Partido¹ | Resultado |
| ----- | -------- | -------- | -------- | --------- |
| 08.03 | Rumania  | -        | RDA      | 13-12     |

- (¹) – En París.

## Medallero
|         |     |            |
| Rumanía | RDA | Yugoslavia |

## Estadísticas

### Clasificación general
| 1. Rumania         |
| 2. RDA             |
| 3. Yugoslavia      |
| 4. Dinamarca       |
| 5. RFA             |
| 6. Suecia          |
| 7. Checoslovaquia  |
| 8. Hungría         |
| 9. URSS            |
| 10. Japón          |
| 11. Islandia       |
| 12. Francia        |
| 13. Noruega        |
| 14. Polonia        |
| 15. Suiza          |
| 16. Estados Unidos |

### Máximos goleadores
| N.º | Nombre              | País       | Goles |
| --- | ------------------- | ---------- | ----- |
| 1   | Vladimir Maximov    | URSS       | 31    |
| 2   | Gheorghe Gruia      | Rumania    | 30    |
| 3   | Karl-Heinz Rost     | RDA        | 29    |
| 4   | Hans Jørn Graversen | Dinamarca  | 27    |
| 5   | Zlatko Žagmešter    | Yugoslavia | 22    |
| 5   | Branislav Pokrajac  | Yugoslavia | 22    |